# Air Cargo Carriers
Air Cargo Carriers — вантажна авіакомпанія Сполучених Штатів Америки зі штаб-квартирою в Мілвокі (штат Вісконсин).
Авіакомпанія заснована в 1986 році і займається перевезенням вантажів за партнерськими договорами з United Parcel Service і DHL. Air Cargo Carriers є найбільшим у світі цивільним експлуатантом літаків Short 360, як вузлового аеропорту компанія використовує Міжнародний аеропорт імені генерала Мітчелла в Мілвокі (Вісконсин).
Air Cargo Carriers має власну базу для підготовки пілотів Short 360, пілоти повністю закінчують курси свого навчання і перепідготовки на авіасимуляторах в нью-йоркському аеропорту Ла Гуардіа.

## Флот
Станом на червень 2007 року повітряний флот авіакомпанії Air Cargo Carriers становили такі літаки:
- Short 330 — 9,
- Short 360-200 — 14,
- Short 360-300 — 7,
- Beechcraft King Air 90 — 1.

## Авіаподії і нещасні випадки
- 10 грудня 2004 року літак Shorts SD3-60 авіакомпанії при посадці в аеропорту Ошава (Онтаріо, Канада) викотився за межі злітно-посадкової смуги, ніхто не постраждав.[2]
- 5 лютого 2006 року в повітрі треба Уотертауном (Вісконсин) зіткнулися два літаки авіакомпанії. Один з літаків розбився, в результаті чого загинули троє людей на борту. Екіпаж другого літака зумів здійснити аварійну посадку в Окружному аеропорту Додж (Вісконсин) з прибраними закрилками і при частково випущеним шасі. Літак викотився за межі злітно-посадочної смуги і зупинився в 30 метрах від її торця.[3][4]